# المعصرة (الداخلة)
المعصرة، قرية تتبع مركز الداخة في محافظة الوادي الجديد في جمهورية مصر العربية.